# Дедвуд (Јужна Дакота)
Дедвуд (енгл. Deadwood) град је у америчкој савезној држави Јужна Дакота.

## Демографија
По попису из 2010. године број становника је 1.270, што је 110 (-8,0%) становника мање него 2000. године.
| Група             | 2000.         | 2010.         |
| Белци             | 1.299 (94,1%) | 1.177 (92,7%) |
| Афроамериканци    | 0 (0,0%)      | 3 (0,2%)      |
| Азијати           | 5 (0,4%)      | 6 (0,5%)      |
| Хиспаноамериканци | 38 (2,8%)     | 43 (3,4%)     |
| Укупно            | 1.380         | 1.270         |